# Џозеф Вол Модесто
Џозеф Вол Модесто Укело (енгл. Joseph Wol Modesto Ukelo) је јужносудански политичар и секретар Комунистичке партије Јужног Судана.

## Биографија
Године 1989, постао је министар образовања у влади Јужне покрајине. На изборима за Уставотворну скупштину Јужног Судана 2010. године, изашао је као кандидат Комунистичке партије Судана. Био је други, са освојеним 4701 гласом (16,4%). Пре стицања независности Јужног Судана, био је члан Централног комитета КП Судана и партијски повереник за Јужну покрајину.